# 1992년 동계 올림픽 대한민국 선수단
1992년 동계 올림픽 대한민국 선수단은 프랑스 알베르빌에서 개최된 1992년 동계 올림픽에 참가한 올림픽 대한민국 선수단이다. 6개 종목에 25명의 선수가 참가하였으며, 금메달 2개, 은메달 1개, 동메달 1개를 획득하였다. 이 대회에서 대한민국 동계 올림픽 참가 사상 처음으로 메달을 획득하였다.

## 메달리스트
| 메달   | 이름                        | 종목            | 세부 종목        | 날짜 (현지시간 기준) |
| ------ | --------------------------- | --------------- | ---------------- | -------------------- |
| 금메달 | 김기훈                      | 쇼트트랙        | 남자 1000 m      |                      |
| 금메달 | 김기훈 이준호 모지수 송재근 | 쇼트트랙        | 남자 5000 m 계주 |                      |
| 은메달 | 김윤만                      | 스피드 스케이팅 | 남자 1000 m      |                      |
| 동메달 | 이준호                      | 쇼트트랙        | 남자 1000 m      |                      |

## 알파인 스키
남자
| 선수   | 세부 종목   | 1차 시기  | 2차 시기 | 합계 | 합계 |
| 선수   | 세부 종목   | 기록      | 기록     | 기록 | 순위 |
| 최용희 | 활강        | 2:04.85   | 39       |      |      |
| 최용희 | 복합 활강   | 1:55.68   | 47       |      |      |
| 최용희 | 복합 회전   | 2:00.97   | 33       |      |      |
| 최용희 | 대회전      | 완주 실패 | -        |      |      |
| 최용희 | 회전        | 2:03.73   | 27       |      |      |
| 최용희 | 슈퍼 대회전 | 1:22.75   | 63       |      |      |
| 허성욱 | 복합 활강   | 1:55.27   | 46       |      |      |
| 허성욱 | 복합 회전   | 완주 실패 | -        |      |      |
| 허성욱 | 대회전      | 실격      | -        |      |      |
| 허성욱 | 회전        | 완주 실패 | -        |      |      |
| 허성욱 | 슈퍼 대회전 | 1:20.96   | 54       |      |      |